# Psammodromus manuelae
Psammodromus manuelae är en ödleart som beskrevs av Busack, Salvador och Lawson 2006. Psammodromus manuelae ingår i släktet sandlöpare, och familjen lacertider. IUCN kategoriserar arten globalt som livskraftig. Inga underarter finns listade i Catalogue of Life.
Arten förekommer i Spanien och Portugal. Habitatet utgörs av öppna barrskogar, buskskogar och sanddyner.